# Pontlevoy
Pontlevoy – miejscowość i gmina we Francji, w Regionie Centralnym, w departamencie Loir-et-Cher.
Według danych na rok 1990 gminę zamieszkiwały 1423 osoby, a gęstość zaludnienia wynosiła 28 osób/km² (wśród 1842 gmin Centre, Pontlevoy plasuje się na 281. miejscu pod względem liczby ludności, natomiast pod względem powierzchni na miejscu 76.).